# Diodia virginiana
Diodia virginiana är en måreväxtart som beskrevs av Carl von Linné. Diodia virginiana ingår i släktet Diodia och familjen måreväxter. Inga underarter finns listade i Catalogue of Life.